# Michael Edwards (scrittore)
Sir Michael Edwards (Barnes, 29 aprile 1938) è uno scrittore e critico letterario britannico.

## Biografia
Il 21 febbraio 2013 è eletto al seggio 31 dell'Académie française, succedendo così a Jean Dutourd.

## Opere
- La tragédie racinienne, La pensée universelle, 1972
- To Kindle the Starling, Aquila, 1972
- Eliot/Language, Aquila, 1975
- Éloge de l'attente, Belin, 1996
- De Poetica Christiana, Hermeuneutikai Kutatokozpont, Budapest, 1997
- Beckett ou le don des langues, Espaces 34, 1998
- Leçons de poésie, PUF, 2001
- De la poésie, avec Yves Bonnefoy, Presses Universitaires de Vincennes, 2001
- Ombres de lune : réflexions sur la création littéraire, Espaces 34, 2001
- Un monde même et autre, Desclée de Brouwer, 2003
- Rivage mobile, Arfuyen, 2003
- Terre de poésie, Espaces 34, 2003
- Shakespeare et la comédie de l'émerveillement, Desclée de Brouwer, 2003
- Racine et Shakespeare, PUF, 2004
- Shakespeare et l'œuvre de la tragédie, Belin, 2005
- Le Génie de la poésie anglaise, Le Livre de poche, 2006
- De l'émerveillement, Fayard, 2008
- À la racine du feu, Caractères, coll. Planètes, 2009
- Shakespeare : Le poète au théâtre, Fayard, 2009
- Le bonheur d'être ici, Fayard, février 2011
- Paris aubaine, Éditions de Corlevour, novembre 2012